# Librão (Santa Cruz)
Librão es una localidad caboverdiana del municipio de Santa Cruz.

## Geografía
La localidad está situada en la isla de Santiago.

## Organización territorial
La localidad abarca los lugares y barrios de:
- Coqueiro
- Covão Comprido
- Latada
- Lém Correira
- Lém da Costa
- Lém Monteiro
- Macurta
- Mancelo
- Rua Dum Banda
- Travessa